# فهرست جنگ‌های روسیه
فهرست زیر شامل تمامی جنگ‌های تاریخ روسیه می‌باشد:

## دوک‌نشین بزرگ مسکو (۱۲۸۳–۱۵۴۷)
| آغاز         | پایان | نام جنگ                         | Belligerents (excluding Duchy of Moscow) | Belligerents (excluding Duchy of Moscow)          | نتیجه                     |
| آغاز         | پایان | نام جنگ                         | متحدان                                   | دشمنان                                            | نتیجه                     |
| ------------ | ----- | ------------------------------- | ---------------------------------------- | ------------------------------------------------- | ------------------------- |
| ۸ اکتبر ۱۴۸۰ |       | ایستادگی بزرگ در رود اوگرا      |                                          | اردوی زرین                                        | پیروزی، پایان سلطه مغولان |
| ۱۴۹۲         | ۱۴۹۴  | جنگ اول مسکو و لیتوانی          |                                          | دوک‌نشین بزرگ لیتوانی                              | پیروزی                    |
| ۱۴۹۵         | ۱۴۹۷  | جنگ روسیه و سوئد (۱۴۹۵–۱۴۹۷)    |                                          | سوئد                                              | Inconclusive              |
| ۱۵۰۰         | ۱۵۰۳  | Second Muscovite-Lithuanian War |                                          | دوک‌نشین بزرگ لیتوانی مارش لیوونی                  | پیروزی                    |
| ۱۵۰۷         | ۱۵۰۸  | جنگ سوم مسکو و لیتوانی          |                                          | دوک‌نشین بزرگ لیتوانی خانات کریمه                  | بدون نتیجه قطعی           |
| ۱۵۱۲         | ۱۵۲۲  | جنگ چهارم مسکو و لیتوانی        | مارش لیوونی                              | دوک‌نشین بزرگ لیتوانی - پادشاهی لهستان خانات کریمه | پیروزی                    |
| ۱۵۳۴         | ۱۵۳۷  | جنگ چهارم مسکو و لیتوانی        |                                          | دوک‌نشین بزرگ لیتوانی - پادشاهی لهستان خانات کریمه | بدون نتیجه قطعی           |

## روسیه تزاری (۱۵۴۷–۱۷۲۱)
| آغاز | پایان      | نام جنگ                                                  | Belligerents (excluding Tsardom of Russia) | Belligerents (excluding Tsardom of Russia)                                                                                                 | نتیجه                                       |                                                |
| آغاز | پایان      | نام جنگ                                                  | متحدان | دشمنان | نتیجه                                       |                                                |
| ---- | ---------- | -------------------------------------------------------- | --- | --- | ------------------------------------------- | ---------------------------------------------- |
| ۱۵۵۸ | ۱۵۸۳       | جنگ لیوونی                                               | پادشاهی لیوونی | کنفدراسیون لیوونی دانمارک-نروژ امپراتوری سوئد مشترک‌المنافع لهستان-لیتوانی (قبل از ۱۵۶۹ اتحاد لهستان-لیتوانی)                               | Defeat - آتش‌بس یان زاپولسکی - پیمان پلوسا   |                                                |
| ۱۵۶۸ | ۱۵۷۰       | جنگ روسیه و عثمانی (۱۵۶۸–۱۵۷۰)                           | | امپراتوری عثمانی خانات کریمه | پیروزی - پیمان کنستانتینوپل (۱۵۷۰)          |                                                |
| ۱۵۹۰ | ۱۵۹۵       | جنگ روسیه و عثمانی (۱۵۹۰–۱۵۹۵)                           | | امپراتوری سوئد | پیروزی - پیمان توزینا                       |                                                |
| ۱۶۰۵ | ۱۶۱۸       | جنگ لهستان و مسکو (۱۶۰۵–۱۶۱۸)                            | پادشاهی سوئد (۱۶۰۹–۱۶۱۰) | مشترک‌المنافع لهستان-لیتوانی | شکست ولی تحقق استقلال روسیه - آتش‌بس دیولینو |                                                |
| ۱۶۱۰ | ۱۶۱۷       | جنگ اینگری                                               | | امپراتوری سوئد | شکست - پیمان استولبوف                       |                                                |
| ۱۶۳۲ | ۱۶۳۴       | جنگ اسمولنسک                                             | | مشترک‌المنافع لهستان-لیتوانی | پیروزی لهستان - پیمان پولیانوفکا            |                                                |
| ۱۶۵۱ | ۱۶۵۳       | جنگ ایران و روسیه (۱۶۵۳–۱۶۵۱)                            | | صفویان روسیه تزاری | شکست                                        |                                                |
| ۱۶۵۲ | ۱۶۸۹       | درگیری‌های مرزی روسیه و منچو                              | کازاک‌ها | امپراتوری چینگ جوسان | شکست - پیمان نرچینسک                        |                                                |
| ۱۶۵۴ | ۱۶۶۷       | جنگ روسیه و لهستان (۱۶۵۴–۱۶۶۷)                           | Ukrainian Cossacks | مشترک‌المنافع لهستان-لیتوانی خانات کریمه | پیروزی - آتش‌بس آندروزوف                     |                                                |
|      | ژوئیه ۱۶۵۶ | ۲۱ ژوئن ۱۶۵۸                                             | جنگ روسیه و سوئد (۱۶۵۶–۱۶۵۸) | | امپراتوری سوئد                              | بدون پایان قطعی - پیمان والیزار - پیمان کاردیس |
| ۱۶۷۶ | ۱۶۸۱       | جنگ روسیه و عثمانی (۱۶۷۶–۱۶۸۱)                           | | امپراتوری عثمانی خانات کریمه | شکست - پیمان باغچه‌سرای                      |                                                |
| ۱۶۸۶ | ۱۷۰۰       | جنگ روسیه و عثمانی (۱۶۸۶–۱۷۰۰) - بخشی از جنگ بزرگ عثمانی | امپراتوری هابسبورگ مشترک‌المنافع لهستان-لیتوانی Cossack Hetmanate | امپراتوری عثمانی خانات کریمه | پیروزی - پیمان کنستانتینوپل (۱۷۰۰)          |                                                |
| ۱۷۰۰ | ۱۷۲۱       | جنگ بزرگ شمالی                                           | دانمارک-نروژ (۱۷۰۰، ۱۷۰۹–) زاکسنی (۱۷۰۰–۶، ۱۷۰۹–) لهستان-لیتوانی (۱۷۰۰–۴، ۱۷۰۹–) Cossack Hetmanate (1700–8) پادشاهی پروس (۱۷۱۵–) Hanover (1715–) بریتانیای کبیر (۱۷۱۷–۱۹) | امپراتوری سوئد هولشتاین-گوتورپ لهستان-لیتوانی (۱۷۰۴–۹) امپراتوری عثمانی (۱۷۱۰–۴) Cossack Hetmanate (1708–9) بریتانیای کبیر (۱۷۰۰، ۱۷۱۹–۲۱) | پیروزی - پیمان نیشتاد                       |                                                |

## امپراتوری روسیه (۱۷۲۱–۱۹۱۷)
| آغاز           | پایان           | نام جنگ                                                | Belligerents (excluding Russian Empire) | Belligerents (excluding Russian Empire) | نتیجه                                                          |
| آغاز           | پایان           | نام جنگ                                                | متحدان | دشمنان | نتیجه                                                          |
| -------------- | --------------- | ------------------------------------------------------ | --- | --- | -------------------------------------------------------------- |
| ۱۷۲۲           | ۱۷۲۳            | جنگ روسیه و ایران                                      | کازاک‌های اوکراینی گرجستان ارمنستان | صفویان | پیروزی - پیمان سن پترزبورگ (۱۷۲۳)                              |
| ۱۷۳۳           | ۱۷۳۸            | جنگ جانشینی لهستان                                     | لهستانتحت فرمان آگوست سوم لهستان روسیه امپراتوری هابسبورگ زاکسنی پروس                                                                             | لهستانتحت فرمان استانیسلاو لکزینسکی فرانسه (Bourbons) اسپانیا (بوربون‌ها) پادشاهی ساردنی                                                               | بدون نتیجه قطعی - پیمان وین (۱۷۳۸)                             |
| ۱۷۳۵           | ۱۷۳۹            | جنگ روسیه، اتریش و عثمانی (۱۷۳۵–۱۷۳۹)                  | Cossack Hetmanate (تحت‌الحمایه امپراتوری روسیه) امپراتوری هابسبورگ                                                                                 | امپراتوری عثمانی - خانات کریمه (Ottoman تحت‌الحمایه)                                                                                                   | پیروزی روسیه ولی شکست هابسبورگ‌ها - پیمان نیش (۱۷۳۹)            |
| ۱۷۳۵           | ۱۷۴۰            | شورش باشکیر                                            | | باشکیرها | پیروزی                                                         |
| ۱۷۴۱           | ۱۷۴۳            | جنگ روسیه و سوئد (۱۷۴۱–۱۷۴۳) بخشی از جنگ جانشینی اتریش | | Sweden | پیروزی - پیمان آبو                                             |
| ۱۶ دسامبر ۱۷۴۰ | ۱۸ اکتبر ۱۷۴۸   | جنگ جانشینی اتریش                                      | امپراتوری هابسبورگ بریتانیای کبیر هانوور جمهوری هلند زاکسنی (۱۷۴۳–۴۵) پادشاهی ساردنی                                                              | پادشاهی پروس (۱۷۴۰–۴۲) (۱۷۴۴–۴۵) Kingdom of Spain (1740–1746) پادشاهی فرانسه بایرن (۱۷۴۱–۴۵) زاکسنی (۱۷۴۱–۴۲) ناپل و سیسیل جمهوری جنوا سوئد (۱۷۴۱–۴۳) | شکست - پیمان اکس لاشال (۱۷۴۸)                                  |
| ۱۷۴۴           | ۱۷۴۷            | Chukchi War (1744-1747)                                | | Chukchis | شکست                                                           |
| ۱۷۵۶           | ۱۷۶۳            | جنگ هفت‌ساله - دخالت روسیه تا ۱۷۶۲                      | فرانسه امپراتوری هابسبورگ اسپانیا سوئد زاکسنی | پادشاهی پروس بریتانیای کبیر هانوور برونسویک-ولفن‌باتل پرتغال Hesse-Kassel Schaumburg-Lippe ایروکوا                                                     | آتش‌بس با پروس - پیمان سن‌پترزبورگ (۱۷۶۲) شکست متحدان سابق روسیه |
| ۱۷۶۸           | ۱۷۷۲            | جنگ کنفدراسیون بار                                     | | پادشاهی فرانسه کنفدراسیون بار | پیروزی - پیمان کوچوک قاینارجی                                  |
| ۱۷۶۸           | ۱۷۷۴            | جنگ روسیه و عثمانی (۱۷۶۸–۱۷۷۴)                         | | امپراتوری عثمانی - خانات کریمه (تحت‌الحمایه عثمانی) | پیروزی - پیمان کوچوک قاینارجی                                  |
| ۱۷۸۷           | ۱۷۹۲            | جنگ روسیه و عثمانی (۱۷۸۷–۱۷۹۲)                         | | امپراتوری عثمانی | پیروزی - پیمان یاسی                                            |
| ۱۷۸۸           | ۱۷۹۰            | جنگ روسیه و سوئد (۱۷۸۸–۱۷۹۰)                           | | سوئد | بدون پایان مشخص                                                |
| ۱۷۹۲           |                 | جنگ ۱۷۹۲ روسیه و لهستان                                | کنفدراسیون‌های تارگوویسا | مشترک‌المنافع لهستان-لیتوانی | پیروزی - دومین تجزیه لهستان                                    |
| ۱۷۹۶           |                 | لشکرکشی ۱۷۹۶ ایران                                     | | امپراتوری ایران | شکست                                                           |
| ۱۷۹۹           | ۱۸۰۲            | جنگ ائتلاف دوم - روسیه ائتلاف را در ۱۷۹۹ ترک کرد.      | امپراتوری هابسبورگ امپراتوری مقدس روم بریتانیای کبیر سلطنت‌طلبان فرانسه پرتغال پادشاهی دو سیسیل امپراتوری عثمانی                                   | جمهوری فرانسه اسپانیا دانمارک-نروژ لژیون‌های لهستانی French client states                                                                              | شکست ائتلاف                                                    |
| ۱۸۰۳           | ۱۸۰۶            | جنگ ائتلاف سوم                                         | امپراتوری اتریش پادشاهی متحد پادشاهی سیسیل پادشاهی ناپل پرتغال سوئد                                                                               | امپراتوری اول فرانسه French client states | Defeat - صلح پرسبورگ                                           |
| ۱۸۰۴           | ۱۸۱۳            | جنگ روسیه و ایران (۱۸۰۴–۱۸۱۳)                          | | امپراتوری ایران | پیروزی                                                         |
| ۱۸۰۶           | ۱۸۰۷            | جنگ ائتلاف چهارم                                       | پادشاهی پروس پادشاهی متحد زاکسنی سوئد سیسیل | امپراتوری فرانسه کنفدراسیون راین - Bavaria - پادشاهی وورتمبرگ لژیون‌های لهستانی French client states اسپانیا                                           | شکست - پیمان تیلسیت                                            |
| ۱۸۰۶           | ۱۸۱۲            | جنگ روسیه و عثمانی (۱۸۰۶–۱۸۱۲)                         | | امپراتوری عثمانی | پیروزی - پیمان بوخارست                                         |
| ۲۱ فوریه ۱۸۰۸  | ۱۷ سپتامبر ۱۸۰۹ | جنگ فنلاند                                             | | سوئد | پیروزی - پیمان فردریکسهام                                      |
| ۲۴ ژوئن ۱۸۱۲   | ۱۴ دسامبر ۱۸۱۲  | هجوم فرانسه به روسیه                                   | | امپراتوری فرانسه French client states اتریش پروس اسپانیا                                                                                              | پیروزی                                                         |
| ۱۸۱۳           | ۱۸۱۴            | جنگ ائتلاف ششم                                         | امپراتوری اتریش پادشاهی پروس پادشاهی متحد سوئد اسپانیا پرتغال Sicily ساردنی                                                                       | امپراتوری اول فرانسه French client states | پیروزی - پیمان فونتنبلیو (۱۸۱۴)                                |
| ۲۰ مارس ۱۸۱۵   | ۸ ژوئیه ۱۸۱۵    | بازگشت صدروزه ناپلئون                                  | امپراتوری اتریش پادشاهی پروس پادشاهی متحد هانوور ناسو برونسویک سوئد پادشاهی متحد هلند اسپانیا پرتغال ساردنی سیسیل توسکانی سوئیس سلطنت‌طلبان فرانسه | امپراتوری اول فرانسه ناپل | پیروزی - پیمان پاریس (۱۸۱۵)                                    |
| ۱۸۲۶           | ۱۸۲۸            | جنگ روسیه و ایران (۱۸۲۶–۱۸۲۸)                          | | امپراتوری ایران | پیروزی - عهدنامه ترکمانچای                                     |
| ۲۰ اکتبر ۱۸۲۷  |                 | نبرد ناوارینو - بخشی از جنگ استقلال یونان              | پادشاهی متحد فرانسه | عثمانی ایالت مصر ولایت تونس | پیروزی                                                         |
| ۱۸۲۸           | ۱۸۲۹            | جنگ روسیه و عثمانی (۱۸۲۸–۱۸۲۹)                         | | امپراتوری عثمانی | پیروزی - پیمان اونغیار شلسی                                    |
| ۲۹ نوامبر ۱۸۳۰ | ۲۱ اکتبر ۱۸۳۱   | قیام نوامبر                                            | | کنگره لهستان | پیروزی                                                         |
| ۱۸۵۳           | ۱۸۵۶            | جنگ کریمه                                              | | French Empire امپراتوری عثمانی پادشاهی متحد بریتانیای کبیر و ایرلند پادشاهی ساردنی                                                                    | شکست - پیمان پاریس (۱۸۵۶)                                      |
| ۲۲ ژانویه ۱۸۶۳ | ۱۱ آوریل ۱۸۶۴   | January Uprising                                       | | شورشیان اوکراینی، لهستانی و لیتوانیایی | پیروزی                                                         |
| ۱۸۷۷           | ۱۸۷۸            | جنگ روسیه و عثمانی (۱۸۷۷–۱۸۷۸)                         | داوطلبان بلغار رومانی صربستان Montenegro | امپراتوری عثمانی | پیروزی - پیمان سن استفانو - پیمان برلین (۱۸۷۸)                 |
| ۲ نوامبر ۱۸۹۹  | ۷ سپتامبر ۱۹۰۱  | شورش مشتزن‌ها                                           | اتحاد هشت ملت: امپراتوری ژاپن پادشاهی متحد فرانسه ایالات متحده آمریکا آلمان اتریش-مجارستان ایتالیا                                                | Righteous Harmony Society دودمان چینگ | پیروزی                                                         |
| ۸ فوریه ۱۹۰۴   | ۵ سپتامبر ۱۹۰۵  | جنگ روسیه و ژاپن                                       | مونته نگرو | امپراتوری ژاپن | شکست - پیمان پورتموث                                           |
| ۱۹۱۴           | ۱۹۱۸            | جنگ جهانی اول                                          | متفقین: فرانسه امپراتوری بریتانیا ایتالیا ایالات متحده آمریکا (۱۹۱۷–۱۸) Serbia و دیگران                                                           | قدرت‌های مرکز آلمان امپراتوری اتریش-مجارستان عثمانی بلغارستان (۱۹۱۵–۱۸)                                                                                | شکست امپراتوری روسیه در ۱۹۱۷ و انقلاب روسیه پیروزی متفقین      |
| ۱۹۱۷           | ۱۹۲۲            | جنگ داخلی روسیه                                        | نیروهای کمونیست | نیروهای ضد کمونیست قدرت‌های مرکز (۱۹۱۷–۱۹) دخالت متفقین (۱۹۱۸–۲۲)                                                                                      | پیروزی کمونیست‌ها                                               |

## جمهوری سوسیالیستی فدراسیون شوروی روسیه (۱۹۱۷–۱۹۲۲)
| آغاز       | پایان     | نام جنگ            | Belligerents (excluding Russian SFSR)                          | Belligerents (excluding Russian SFSR) | نتیجه |
| آغاز       | پایان     | نام جنگ            | متحدان                                                         | دشمنان                                | نتیجه |
| ---------- | --------- | ------------------ | -------------------------------------------------------------- | ------------------------------------- | ----- |
| فوریه ۱۹۱۹ | مارس ۱۹۲۱ | جنگ شوروی و لهستان | جمهوری سوسیالیستی اوکراین شوروی جمهوری سوسیالیستی بلاروس شوروی | جمهوری لهستان جمهوری مردمی اوکراین    | شکست  |

## اتحاد جماهیر شوروی (۱۹۲۲–۱۹۹۱)
| آغاز           | پایان           | نام جنگ                                         | Belligerents (excluding Soviet Union)           | Belligerents (excluding Soviet Union)             | نتیجه                                                                                              |
| آغاز           | پایان           | نام جنگ                                         | متحدان                                          | دشمنان                                            | نتیجه                                                                                              |
| -------------- | --------------- | ----------------------------------------------- | ----------------------------------------------- | ------------------------------------------------- | -------------------------------------------------------------------------------------------------- |
| ۲۲ ژوئیه ۱۹۲۹  | ۹ سپتامبر ۱۹۲۹  | جنگ شوروی و چین (۱۹۲۹)                          | روس‌های سفید نیروهای مغولان ترگوت                | جمهوری چین                                        | پیروزی                                                                                             |
| ۱۹۳۴           |                 | هجوم شوروی به سین‌کیانگ                          | روس‌های سفید نیروهای مغولان ترگوت                | جمهوری چین                                        | بدون پایان مشخص                                                                                    |
| ۱۹۳۷           |                 | قیام اسلامی در سین‌کیانگ (۱۹۳۷)                  | دولت ایالتی سین‌کیانگ                            | جمهوری چین شورشیان مسلمان                         | پیروزی                                                                                             |
| ۱۹۳۸           | ۱۹۳۸            | نبرد دریاچه خازان                               |                                                 | امپراتوری ژاپن                                    | پیروزی                                                                                             |
| ۱۹۳۲           | ۱۹۳۹            | جنگ‌های مرزی شوروی و ژاپن                        | مغولستان (نواحی خارجی مغولستان)                 | امپراتوری ژاپن                                    | پیروزی - قرارداد بی‌طرفی شوروی و ژاپن                                                               |
| ۱۹۳۹           | ۱۹۴۵            | جنگ جهانی دوم - شامل جنگ زمستان                 | متفقین                                          | قدرت‌های محور                                      | پیروزی - سند تسلیم آلمان - توافق‌نامه پوتسدام                                                       |
| اوت ۱۹۴۱       |                 | جنگ جهانی دوم شامل اشغال ایران در جنگ جهانی دوم | اتحاد جماهیر شوروی بریتانیا                     | ایران                                             | پیروزی پیروزی متفقین استعفای رضاشاه پهلوی شکل‌گیری دالان ایرانی، جهت ارسال کمک به شوروی توسط متفقین |
| اوت ۱۹۴۵       | سپتامبر ۱۹۴۵    | جنگ شوروی و ژاپن (۱۹۴۵)                         | مغولستان (مغولستان خارجی)                       | امپراتوری ژاپن مانچوکوئو منجیانگ (مغولستان داخلی) | پیروزی - شرکت در تسلیم ژاپن                                                                        |
| ۲۳ اکتبر ۱۹۵۶  | ۱۰ نوامبر ۱۹۵۶  | انقلاب ۱۹۵۶ مجارستان                            | مجارستان                                        | مجار انقلابیون                                    | پیروزی                                                                                             |
| ۱۹۶۷           | ۷ اوت ۱۹۷۰      | جنگ فرسایشی                                     | مصر                                             | اسرائیل                                           | هردو طرف ادعای پیروزی کردند. اسرائیل به تصرف شبه جزیره سینا ادامه داد.                             |
| ۲۰ اوت ۱۹۶۸    | ۲۰ سپتامبر ۱۹۶۸ | حمله پیمان ورشو به چکسلواکی                     | پیمان ورشو بلغارستان آلمان شرقی مجارستان لهستان | چکسلواکی                                          | پیروزی - پروتکل مسکو                                                                               |
| ۲ مارس ۱۹۶۹    | ۱۱ سپتامبر ۱۹۶۹ | جنگ مرزی شوروی و چین                            |                                                 | چین                                               | بدون پایان مشخص                                                                                    |
| ۲۷ دسامبر ۱۹۷۹ | ۱۵ فوریه ۱۹۸۹   | جنگ شوروی در افغانستان                          | جمهوری دموکراتیک افغانستان                      | مجاهد                                             | عقب‌نشینی و در نهایت سقوط دولت جمهوری دموکراتیک افغانستان                                           |

## فدراسیون روسیه
| آغاز | پایان | نام جنگ               | طرف درگیری (به جز فدراسیون روسیه)           | طرف درگیری (به جز فدراسیون روسیه)         | نتیجه                                                  |  |
| آغاز | پایان | نام جنگ               | متحدان                                      | دشمنان                                    | نتیجه                                                  |  |
| ---- | ----- | --------------------- | ------------------------------------------- | ----------------------------------------- | ------------------------------------------------------ |  |
| ۱۹۹۲ | ۱۹۹۷  | جنگ داخلی تاجیکستان   | تاجیکستان                                   | اپوزیسیون متحد تاجیک                      | بن‌بست سیاسی - سازمان ملل متحد، درخواست ترک مخاصمه کرد. |  |
| ۱۹۹۴ | ۱۹۹۶  | جنگ نخست چچن          |                                             | جمهوری چچن ایچکریا                        | شکست - استقلال داخلی چچن                               |  |
| ۱۹۹۹ | ۲۰۰۰  | جنگ دوم ایچکریا       |                                             | جمهوری چچن ایچکریا                        | پیروزی - تجدید کنترل فدراتیو روسیه                     |  |
| ۲۰۰۸ | ۲۰۰۸  | جنگ روسیه و گرجستان   | اوستیای جنوبی آبخاز                         | گرجستان                                   | پیروزی - اشغال آبخاز و اوستیای جنوبی                   |  |
| ۲۰۲۲ | اکنون | حمله روسیه به اوکراین | بلاروس جمهوری خلق دونتسک جمهوری خلق لوهانسک | اوکراین آمریکا ناتو آلمان فرانسه بریتانیا | در جریان - تصرف خارکف و منطقه هم‌مرز با روسیه و بلاروس  |  |